# Anne-Marie Dussault
 (décembre 2010).
Si vous disposez d'ouvrages ou d'articles de référence ou si vous connaissez des sites web de qualité traitant du thème abordé ici, merci de compléter l'article en donnant les références utiles à sa vérifiabilité et en les liant à la section « Notes et références ».
Pour les articles homonymes, voir Dussault.
Anne-Marie Dussault, née le 19 avril 1953 à Québec, est une avocate de formation, journaliste et animatrice de télévision québécoise. Actuellement, elle est animatrice à la télévision de Radio-Canada et sur ICI RDI.

## Biographie

### Jeunesse et études
Anne-Marie Dussault naît le 19 avril 1953 à Québec,. Elle est la fille de Jean-Louis Dussault et Marjorie Murphy, et la petite-fille du docteur Jean-Octave Dussault. Elle est la conjointe du journaliste Marc Laurendeau.

### Carrière journalistique
Elle travaille à Radio-Canada au cours des années 1980 en animant le magazine d'enquête Contrechamp avant de se joindre à l'équipe du Le Point et d'animer l'émission Aujourd'hui dimanche.
En 1993, elle quitte la télévision de Radio-Canada pour se joindre à l'équipe de Télé-Québec. Elle y anime plusieurs émissions dont Droit de parole, La dictée des Amériques, Québec plein écran, Points chauds et L'effet Dussault. Parallèlement, elle anime les émissions Beau temps, mauvais temps, Le cœur à l'été et À vous la Terre à la radio de Radio-Canada.
De 2001 à 2004, elle est présidente de la Fédération professionnelle des journalistes du Québec (FPJQ).
En 2006, alors qu'elle est désignée pour co-animer une nouvelle émission politique à Télé-Québec au cours de la saison automnale, elle démissionne pour aller animer une émission quotidienne à Radio-Canada. Entre 2006 et 2007, elle anime l'émission d'affaires publiques Au cœur de l'actualité diffusée en deux segments à l'heure du midi, avant et après le Téléjournal Midi. Parallèlement, elle anime à la télévision de Radio-Canada l'émission Tout le monde en parlait, qui présente les débats qui ont monopolisé l’opinion publique dans les années 1960, 1970 et 1980.
À partir de l'automne 2007, elle anime le Téléjournal Midi, dont la durée a été allongée à 60 minutes, avec une portion d'entrevues au début du bulletin. Depuis l'automne 2008, elle anime le magazine d'actualité 24•60 sur les ondes de RDI. Cette émission se veut un résumé de l'actualité du jour avec des entrevues, des débats et l'intervention des journalistes sur le terrain.
Lors de la campagne électorale canadienne de 2011, elle anime avec Paul Larocque le débat des chefs sur Radio-Canada et TVA.

## Style journalistique et controverses
Étant devenue une figure médiatique bien connue en animant quotidiennement l'émission d'actualités 24•60 depuis 2008, Anne-Marie Dussault a fait l'objet à plusieurs reprises de critiques concernant son impartialité journalistique. Elle est décrite comme étant « aussi coriace qu'insistante » dans ses entrevues, mais aussi qu'elle a tendance à interrompre et à poser des questions tendancieuses. 
Le 23 mars 2016, elle mène une entrevue avec la présidente du Front national, Marine Le Pen, qui fera polémique. « Ce ne sont pas tellement des questions [que vous posez], c'est plus un réquisitoire », s'insurge Le Pen qui ajoute plus tard : « Depuis le début de cette émission, j'ai l'impression d'assister à un tribunal ». Une cinquantaine de plaintes sont déposées à son endroit auprès de l'ombudsman de Radio-Canada. Celui-ci tranche le 9 mai 2016 en analysant qu'elle n'avait pas enfreint les règles d'impartialité et d'exactitude, mais qu'elle a manifesté un « sentiment d'hostilité difficilement conciliable avec les notions d'ouverture et de respect »,.
Outre Le Pen, des politiciens de différentes allégeances n'apprécieraient pas son style. Par exemple, Dussault elle-même affirme que le premier ministre Philippe Couillard ne souhaitait plus participer à son émission, que celui-ci « ne l'aimait pas beaucoup ».
En 2015, elle fait l'objet d'un canular lui prêtant une relation amoureuse avec le ministre de la Santé de l'époque, Gaétan Barrette. Le canular est devenu viral et persistant. En 2019, elle témoigne au procès de l'auteur du canular. Elle affirme alors qu'elle a un grand sens de l'humour, rappelant que son mari Marc Laurendeau était humoriste, mais que le média satirique Le Journal de Mourréal était « un instrument pour propager une information fausse ».

## Prix et distinctions
- Prix Anick
- Prix Judith-Jasmin
- Prix Wilderness
- Prix Gémeaux (7 fois)
- Médaille de l'Assemblée nationale en 2004[11]